# Marco Vergnani
Marco Vergnani (Imola, Emília-Romanya, 13 de juliol de 1969) va ser un ciclista italià, que fou professional entre 1996 i 2000.

## Palmarès
- 1995
  - 1r al Trofeu Rigoberto Lamonica
  - 1r al Giro del Cigno
- 1999
  - Vencedor d'una etapa a la Volta a Portugal

### Resultats al Giro d'Itàlia
- 1996. 40è de la classificació general
- 1997. 55è de la classificació general
- 2000. 54è de la classificació general